# Песк'єра-Борромео
Песк'єра-Борромео (італ. Peschiera Borromeo) — муніципалітет в Італії, у регіоні Ломбардія, метрополійне місто Мілан.
Песк'єра-Борромео розташований на відстані близько 470 км на північний захід від Рима, 11 км на схід від Мілана.
Населення — 23 077 осіб (2014).
Покровитель — San Carlo Borromeo.

## Демографія
Населення за роками:

Станом на 1 січня 2023 року в муніципалітеті офіційно проживало 1969 іноземців з 95 країн, серед них 499 громадян країн Євросоюзу та 80 громадян України.

## Сусідні муніципалітети
- Меділья
- Мілан
- Пантільяте
- Пьольтелло
- Родано
- Сан-Донато-Міланезе
- Сеграте